# Hydraena concinna
Hydraena concinna är en skalbaggsart som beskrevs av Armand D'Orchymont 1932. Hydraena concinna ingår i släktet Hydraena och familjen vattenbrynsbaggar. Inga underarter finns listade i Catalogue of Life.